# Franklin Metcalfe Carpenter
Pour les articles homonymes, voir Carpenter.
Franklin Metcalfe Carpenter (23 juillet 1847-25 septembre 1907) est un homme politique canadien de l'Ontario. Il est député fédéral conservateur de la circonscription ontarienne de Wentworth-Sud de 1887 à 1896 et brièvement député provincial conservateur de Wentworth-Sud (en) en 1879.

## Biographie
Né à Saltfleet Township (en), aujourd'hui dans Hamilton dans le Canada-Ouest, Carpenter sert comme conseiller municipal de Saltfeet Township de 1872 à 1874 et comme préfet de 1874 à 1883. Il sert également comme directeur du comté de Wentworth (en).
Candidat conservateur défait lors des élections générales de 1878 dans Wentworth-Sud, il entre brièvement à l'Assemblée législative de l'Ontario, mais son élection est déclarée nulle plus tard durant l'année.
Élu sur la scène fédérale dans Wentworth-Sud en 1887 et réélu en 1891, il ne de représente pas en 1896.